# Maurizio Migliavacca
Maurizio Migliavacca (né le 5 avril 1951 à Fiorenzuola d'Arda) est une personnalité politique italienne, coordinateur du Parti démocrate.

## Biographie
Après avoir été élu député à trois reprises, Maurizio Migliavacca devient sénateur lors des élections générales italiennes de 2013.